# José Antonio Rodríguez
José Antonio Rodríguez Romero (Guadalajara, 4 de julho de 1992) é um futebolista mexicano que atua como goleiro. Ele foi campeão olímpico em Londres-2012.
Atualmente defende o Chivas Guadalajara. Em novembro de 2019, marcou gol chutando da própria área no Campeonato Mexicano, após o goleiro adversário ir até a grande área adversária tentar empatar a partida em uma cobrança de escanteio aos 47 do segundo tempo.